# Keshav Baliram Hedgewar
Keshav Baliram Hedgewar (dewanagari केशव बळीराम हेडगेवार, transliteracja keśav balīrām hed.gevār, transkrypcja Keśaw Baliram Hedgewar) (ur. 1 kwietnia 1889 w Nagpur, zm. 21 czerwca 1940 tamże) – indyjski działacz nacjonalistyczny, w 1925 roku z jego inicjatywy powstała organizacja Rashtriya Swayamsevak Sangh. 

## Życiorys
Pochodził z biednej rodziny, był piątym z szóstki dzieci. W 1902, tego samego dnia, zmarło mu w szalejącej wówczas epidemii dżumy obydwoje rodziców. Przez zwolenników tytułowany był "doctordźi".